# Mac OS 9

Mac OS 9 es l'última versió del que es coneix com a "Mac OS Clàssic". En un primer moment anava a ser anomenat 8.6, però el 23 d'octubre de 1999 va ser presentat com a Mac OS 9 per a donar coherència al salt des de la versió 8 cap al Mac OS X (10). Les seves principals novetats respecte a altres versions foren la introducció de la cerca avançada i una major compatibilitat.
Apple va actualitzar l'OS 9 amb la correcció de diversos errors i xicotetes millores fins al 2001 que es llançà el Mac OS 9.2.2.
Aquest sistema operatiu encara que no disposa d'algunes utilitats comuns als actuals sistemes operatius és totalment funcional i pot ser utilitzat com a sistema principal d'inici en Macs que no tinguen l'OS X.

## Històric de versions
| Versió | Data publicació                                                       | Canvis | Nom        | Ordinador              |
| ------ | --------------------------------------------------------------------- | --- | ---------- | ---------------------- |
| 9.0    | Octubre del 1999                                                      | Versió inicial                                                                                               | Sonata     |                        |
| 9.0.2  | Enviat amb Macs                                                       | Correcció d'errors.                                                                                          | N/D        |                        |
| 9.0.3  | Enviat amb Macs                                                       | Correcció d'errors.                                                                                          | N/D        |                        |
| 9.0.4  | Abril del 2000 (descarregar) Arxivat 2008-12-31 a Wayback Machine.    | Suport incorporat per a USB i FireWire. Correcció d'errors.                                                  | Minuet     | iMac G3 (slot loading) |
| 9.1    | Gener del 2001 (descarregar) Arxivat 2009-06-07 a Wayback Machine.    | Proporciona l'escriptura de CD amb Finder. Implementació del menú 'Window' de Finder. Estabilitat millorada. | Fortissimo | iBook 14 polzades      |
| 9.2    | Enviat amb Macs                                                       | Requeriment mínim processador G3. Millora de la velocitat i suport per l'entorn Clàssic.                     | Moonlight  |                        |
| 9.2.1  | Agost del 2001 (descarregar) Arxivat 2009-06-07 a Wayback Machine.    | Correcció d'errors menors.                                                                                   | Limelight  |                        |
| 9.2.2  | Desembre del 2001 (descarregar) Arxivat 2006-04-21 a Wayback Machine. | Correcció d'errors relacionats amb l'entorn clàssic.                                                         | LU1        | eMac                   |

## Compatibilitat
| Model Macintosh                          | 9.0                               | 9.1                                               | 9.2.1                             | 9.2.2                             |
| ---------------------------------------- | --------------------------------- | ------------------------------------------------- | --------------------------------- | --------------------------------- |
| Power Macintosh 6100                     | si                                | si: Ha de ser instal·lat des de CD                | no                                | no                                |
| Power Macintosh 7100                     | si                                | si: Ha de ser instal·lat des de CD                | no                                | no                                |
| Power Macintosh 8100                     | si                                | si: Ha de ser instal·lat des de CD                | no                                | no                                |
| PowerBook 2300                           | si                                | si                                                | no                                | no                                |
| PowerBook 5300                           | si                                | si                                                | no                                | no                                |
| PowerBook 1400                           | si                                | parcial: Password Security unsupported            | no                                | no                                |
| PowerBook 3400                           | si                                | si: Controlador de disc dur no s'ha d'actualitzar | no                                | no                                |
| Power Macintosh 5200                     | si                                | si                                                | no                                | no                                |
| Power Macintosh 5300                     | si                                | si                                                | no                                | no                                |
| Power Macintosh 5500                     | si                                | si                                                | no                                | no                                |
| Power Macintosh 4400                     | si                                | si                                                | no                                | no                                |
| Power Macintosh 6200                     | si                                | si                                                | no                                | no                                |
| Power Macintosh 6300                     | si                                | si                                                | no                                | no                                |
| Power Macintosh 6400                     | si                                | si                                                | no                                | no                                |
| Power Macintosh 6500                     | si                                | si                                                | no                                | no                                |
| Power Macintosh 7200                     | si                                | si                                                | no                                | no                                |
| Power Macintosh 7300                     | si                                | si                                                | no                                | no                                |
| Power Macintosh 7500                     | si                                | si                                                | no                                | no                                |
| Power Macintosh 8500                     | si                                | si                                                | no                                | no                                |
| Power Macintosh 7600                     | si                                | si                                                | no                                | no                                |
| Power Macintosh 8600                     | si                                | si                                                | no                                | no                                |
| Power Macintosh 9600                     | si                                | si                                                | no                                | no                                |
| Twentieth Anniversary Macintosh          | si                                | si                                                | no                                | no                                |
| PowerBook G3                             | si                                | si                                                | no                                | no                                |
| PowerBook G3 Series                      | si                                | si                                                | si                                | si                                |
| PowerBook (FireWire)                     | si: Algunes màquines específiques | si                                                | si                                | si                                |
| PowerBook G4                             | no                                | si: Algunes màquines específiques                 | si                                | si                                |
| PowerBook G4 (Gigabit Ethernet)          | no                                | no                                                | si: Algunes màquines específiques | si                                |
| PowerBook G4 (DVI)                       | no                                | si: Algunes màquines específiques                 | si                                | si                                |
| PowerBook G4 (1GHz/867MHz)               | no                                | no                                                | no                                | si: Algunes màquines específiques |
| PowerBook G4 (12 polzades)               | no                                | no                                                | no                                | parcial: Solament entorn clàssic  |
| PowerBook G4 (17 polzades)               | no                                | no                                                | no                                | parcial: Solament entorn clàssic  |
| PowerBook G4 (12 polzades DVI)           | no                                | no                                                | no                                | parcial: Solament entorn clàssic  |
| PowerBook G4 (12 polzades 1.33 GHz)      | no                                | no                                                | no                                | parcial: Solament entorn clàssic  |
| PowerBook G4 (12 polzades 1.5 GHz)       | no                                | no                                                | no                                | parcial: Solament entorn clàssic  |
| PowerBook G4 (15 polzades FW 800)        | no                                | no                                                | no                                | parcial: Solament entorn clàssic  |
| PowerBook G4 (15 polzades 1.5/1.33GHz)   | no                                | no                                                | no                                | parcial: Solament entorn clàssic  |
| PowerBook G4 (17 polzades 1.33 GHz)      | no                                | no                                                | no                                | parcial: Solament entorn clàssic  |
| PowerBook G4 (17 polzades 1.5 GHz)       | no                                | no                                                | no                                | parcial: Solament entorn clàssic  |
| iBook                                    | si                                | si                                                | si                                | si                                |
| iBook (FireWire)                         | si: Algunes màquines específiques | si                                                | si                                | si                                |
| iBook (Dual USB)                         | no                                | si: Algunes màquines específiques                 | si                                | si                                |
| iBook (Late 2001)                        | no                                | si: Algunes màquines específiques                 | si                                | si                                |
| iBook (14.1 LCD)                         | no                                | no                                                | no                                | si                                |
| iBook (16 VRAM)                          | no                                | no                                                | no                                | si                                |
| iBook (Opaque 16 VRAM)                   | no                                | no                                                | no                                | si                                |
| iBook (32 VRAM)                          | no                                | no                                                | no                                | si                                |
| iBook (14.1 LCD 32 VRAM)                 | no                                | no                                                | no                                | si                                |
| iBook (Early 2003)                       | no                                | no                                                | no                                | si: Algunes màquines específiques |
| iBook G4                                 | no                                | no                                                | no                                | parcial: Solament entorn clàssic  |
| iBook G4 (14 polzades)                   | no                                | no                                                | no                                | parcial: Solament entorn clàssic  |
| iBook G4 (Early 2004)                    | no                                | no                                                | no                                | parcial: Solament entorn clàssic  |
| Power Macintosh G3 All-In-One            | si                                | si                                                | si                                | si                                |
| Power Macintosh G3                       | si                                | si                                                | si                                | si                                |
| Power Macintosh G3 (Blue and White)      | si                                | si                                                | si                                | si                                |
| iMac G3                                  | si                                | si                                                | si                                | si                                |
| iMac G3 (266 MHz, 333 MHz)               | si                                | si                                                | si                                | si                                |
| iMac G3 (Slot Loading)                   | si                                | si                                                | si                                | si                                |
| iMac G3 (Summer 2000)                    | si: Algunes màquines específiques | si                                                | si                                | si                                |
| iMac G3 (Early 2001)                     | no                                | si: Algunes màquines específiques                 | si                                | si                                |
| iMac G3 (Summer 2001)                    | no                                | si: Algunes màquines específiques                 | si                                | si                                |
| iMac G4                                  | no                                | no                                                | no                                | si                                |
| iMac G4 (February 2003)                  | no                                | no                                                | no                                | parcial: Solament entorn clàssic  |
| iMac G4 (17 polzades 1 GHz)              | no                                | no                                                | no                                | parcial: Solament entorn clàssic  |
| iMac G4 (USB 2.0)                        | no                                | no                                                | no                                | parcial: Solament entorn clàssic  |
| eMac                                     | no                                | no                                                | no                                | si                                |
| eMac (ATI Graphics CD-ROM drive)         | no                                | no                                                | no                                | si: Algunes màquines específiques |
| eMac (ATI Graphics Combo drive)          | no                                | no                                                | no                                | si: Algunes màquines específiques |
| eMac (ATI Graphics SuperDrive)           | no                                | no                                                | no                                | parcial: Solament entorn clàssic  |
| Power Mac G4 (PCI Graphics)              | si                                | si                                                | si                                | si                                |
| Power Mac G4 (AGP Graphics)              | si                                | si                                                | si                                | si                                |
| Power Mac G4 (Gigabit Ethernet)          | si: Algunes màquines específiques | si                                                | si                                | si                                |
| Power Mac G4 Cube                        | si: Algunes màquines específiques | si                                                | si                                | si                                |
| Power Mac G4 (Digital Audio)             | no                                | si: Algunes màquines específiques                 | si                                | si                                |
| Power Mac G4 (QuickSilver)               | no                                | no                                                | si                                | si                                |
| Power Mac G4 (QuickSilver 2002)          | no                                | no                                                | no                                | si: Algunes màquines específiques |
| Power Mac G4 (Mirrored Drive Doors)      | no                                | no                                                | no                                | si: Algunes màquines específiques |
| Power Mac G4 (FW 800)                    | no                                | no                                                | no                                | parcial: Solament entorn clàssic  |
| Power Mac G4 (Mirrored Drive Doors 2003) | no                                | no                                                | no                                | si: Algunes màquines específiques |
| Power Mac G5                             | no                                | no                                                | no                                | parcial: Solament entorn clàssic  |
| Power Mac G5 (June 2004)                 | no                                | no                                                | no                                | parcial: Solament entorn clàssic  |
| Power Mac G5 (Late 2004)                 | no                                | no                                                | no                                | parcial: Solament entorn clàssic  |
| Power Mac G5 (Early 2005)                | no                                | no                                                | no                                | parcial: Solament entorn clàssic  |
| Power Mac G5 (Late 2005)                 | no                                | no                                                | no                                | parcial: Solament entorn clàssic  |
| Mac mini (G4)                            | no                                | no                                                | no                                | parcial: Solament entorn clàssic  |
| Model Macintosh                          | 9.0                               | 9.1                                               | 9.2.1                             | 9.2.2                             |